# سهراب (فیلم)
فیلم سهراب به کارگردانی و نویسندگی سعید سهیلی، تهیه‌کنندگی مرتضی شایسته ساخته سال ۱۳۷۸ است.

## خلاصه فیلم
سهراب و ترانه که یکدیگر را دوست دارند به دلیل مخالفت والدین، هر کدام به تنهایی تصمیم به خودکشی می‌گیرند. سهراب از مرگ نجات پیدا می‌کند و زمانی که درمی یابد ترانه اقدام به خودکشی نکرده از او می‌رنجد. چندی بعد سهراب از خانه فرار می‌کند و به خانه یکی از دوستانش که همراه با تعدادی جوان بیکاره در آن زندگی می‌کنند، می‌رود. روابط صادق (پدر سهراب) و عباس (پدر ترانه) که سال‌ها پیش با یکدیگر در جبهه‌های جنگ می‌جنگیدند و دوستی صمیمانه ای داشتند از مدت‌ها قبل و به ویژه پس از ماجرای دلدادگی فرزندانشان به سردی گراییده‌است. پس از آن که ترانه در یک دیدار پنهانی با سهراب به او می‌گوید که یک خواستگار جواهرفروش دارد، سهراب با همکاری دوستانش تصمیم به سرقت جواهرات مغازه جواهرفروشی می‌گیرد. سهراب مصمم است با فروش جواهرات دزدیده شده همراه با ترانه به خرمشهر برود. سهراب نقشه فرار را اجرا می‌کند. صادق و عباس تصمیم می‌گیرند کدورت‌ها را فراموش کنند و هر دو برای برگردانیدن سهراب و ترانه به خرمشهر بروند، ولی در آنجا گرفتار چند آدم خلافکار می‌شوند و پس از شکنجه‌های فراوان به قتل می‌رسند. در حالی که عکس قاب شده صادق و عباس بر سنگ قبر آنها گذاشته شده، دو دلداده جوان در بالای سنگ مزار پدرانشان سوگواری می‌کنند.

## بازیگران
- جمشید هاشم پور
- جهانگیر الماسی
- مجید حاجی زاده
- چکامه چمن ماه
- حمید گودرزی
- علیرضا انوش فر
- شیرین بینا
- افسانه ناصری
- علی اوسیوند
- رضا سعیدی
- جعفر بزرگی
- محرم بسیم

## جشنواره‌ها
فیلم سهراب در چهارمین دوره جشن خانه سینما (۱۳۷۹) در بخش بهترین جلوه‌های ویژه (داوود رسولیان) موفق به کسب تندیس زرین مسابقات شود.
همچنین این فیلم در دومین دوره جشنواره فیلم اجتماعی آبادان (۱۳۷۹) حضور داشته‌است.